# 민호의 수상 목록
다음은 대한민국의 가수, 배우 민호의 수상 목록이다.

## 수상 및 후보
개인
| 연도 | 시상식                             | 부문                      | 작품                  | 결과 |
| ---- | ---------------------------------- | ------------------------- | --------------------- | ---- |
| 2010 | SBS 연예대상                       | 예능 뉴스타상             | 빈칸                  | 수상 |
| 2012 | SBS 연기대상                       | 뉴스타상                  | 아름다운 그대에게     | 수상 |
| 2012 | SBS 연기대상                       | 베스트 커플상 (with 설리) | 아름다운 그대에게     | 후보 |
| 2013 | MBC 연기대상                       | 남자 신인상               | 메디컬 탑팀           | 후보 |
| 2014 | 제50회 백상예술대상                | TV부문 남자 인기상        | 메디컬 탑팀           | 후보 |
| 2014 | MBC 연예대상                       | 뮤직·토크쇼 부문 인기상   | 쇼 음악중심           | 수상 |
| 2015 | MBC 연예대상                       | 뮤직·토크쇼 부문 인기상   | 쇼 음악중심           | 수상 |
| 2016 | 제53회 대종상                      | 신인남우상                | 계춘할망              | 후보 |
| 2017 | 제54회 대종상                      | 신인남우상                | 두 남자               | 후보 |
| 2017 | BIFF 마리끌레르 아시아 스타 어워즈 | 아시아의 얼굴상           | 빈칸                  | 수상 |
| 2017 | 인도네시아 TV 어워즈 2017          | 특별상                    | 빈칸                  | 수상 |
| 2018 | 제27회 부일영화상                  | 남자 인기스타상           | 인랑                  | 후보 |
| 2018 | 제3회 아시아 아티스트 어워즈       | 아시아 브릴리언트상       | 빈칸                  | 수상 |
| 2021 | 제40회 황금촬영상                  | 심사위원특별상            | 장사리: 잊혀진 영웅들 | 수상 |